# Bagnères-de-Bigorre
Bagnères-de-Bigorre település Franciaországban, Hautes-Pyrénées megyében. Lakosainak száma 7060 fő (2022. január 1.). Bagnères-de-Bigorre Pouzac, Argelès-Bagnères, Asté, Aulon, Beaucens, Beaudéan, Campan, Gazost, Gerde, Germs-sur-l’Oussouet, Hauban, Labassère, Mérilheu, Sers, Uzer, Vielle-Aure és Barèges községekkel határos.

## Népesség
A település népességének változása:
| Lakosok száma | 7633 | 7571 | 7968 | 7253 | 7103 | 7085 | 7034 | 7000 | 7060 |
|               | 2013 | 2015 | 2016 | 2017 | 2018 | 2019 | 2020 | 2021 | 2022 |